# 華思儉
華思儉（英語：Georges-Etienne Beauregard, S.J.，1913年2月7日—2017年7月10日），加拿大耶穌會神父，長年在臺灣宜蘭縣南澳鄉南澳村泰雅族部落醫療與傳教。

## 生平
1913年2月7日，華思儉生於加拿大魁北克。他在十七個手足中排行第九，其五個姐妹也在北極、美、加、中美洲等地當修女。
二十一歲，原從事於醫療護理工作的華思儉在蒙特婁加入耶穌會，1947年到北京傳教。1953年遭中華人民共和國監禁，近一年後才被釋放。之後到菲律賓馬尼拉十二年期間，新建了聖母皇后堂。
1966年華思儉到臺灣，在等待下一個菲律賓工作地點派遣的時間，受邀去到偏僻靠海靜的南澳作靜思休養半年，剛好負責南澳的神父將被派遣去墨西哥，所以留在南澳幫助醫療事工。華神父回憶當時當時南澳鄉對外交通全依蘇花公路，泰雅族鄉民生病得長途跋涉到羅東鎮就醫，因此教會決定在南澳鄉蓋南澳醫院，所以他在南澳鄉落腳。每逢南澳有重大天災，南澳天主堂就成了鄉民避難所，三、四百人擠在一起，因此他都要張羅避難的食物。雖然教會在當地設了托兒所，可是，村民連每個月新台幣五元的托兒費用都交不起，於是他用自己的錢幫他們交，也教失學孩童英文，送八名失依兒童由自家兄弟姊妹代為扶養。南澳居民鍾姓婦女回憶自己有五個孩子，當時生活過得苦，神父來了之後邀請她一起服務，也在經濟上給予不少協助，華思儉姪女更曾遠渡來台領養她的小兒子。
在南澳醫院成立前，華思儉一直都是南澳的駐地醫生，直到醫院成立後，若遇到醫生輪休，華神父仍時常幫當地鄉民看病，遇到困難的病患更是一毛錢也不收。1980年代，鑑於整個社會生態改變，南澳醫院改成養老院。此外，他曾持續幾十年每隔三個月捐血一次，直到2000年時才因健康因素停止捐血。他統計共捐了三十九次，每次五百西西。
2003年1月24日，華思儉和羅東聖母醫院的潘志仁、李智、呂道南、馬仁光、柏德琳，一起從內政部長余政憲手中獲得永久居留證。2007年7月10日，臺灣十年一度的績優外籍宗教人士表揚大會，華思儉與謝根基、賈士林等人接受內政部長李逸洋表揚。
2008年，華神父接受省會長的要求從南澳工作上退休，轉往新竹市西門街耶穌聖心堂內會院宿舍居住。他在南澳期間，除了父母臨終前返國外，從未因私事返鄉。2013年，滿百歲的華神父，在會士的陪同下，至美國及加拿大去探望他的妹妹、姪子女、甥子女們。
2015年12月21日，總統馬英九頒贈紫色大綬景星勳章給畢耀遠、賴甘霖、秘克琳、李智、華思儉、甘惠忠、劉一峰、柯德蘭、宋玉潔、羅芳華、亞大偉、費敦禮。
華思儉在2017年7月10日上午4時10分於輔仁大學頤福園去世，安葬於彰化靜山墓園。